# Jörg Lehne
Pas d'image ? Cliquez ici
Jörg Lehne, né à Berlin le 6 mai 1936 et mort dans la face nord des Grandes Jorasses le 24 juillet 1969, est un typographe et alpiniste allemand. Il est surtout connu pour sa première ascension de la voie directe dans la face nord de l'Eiger en 1966.

## Biographie
Jörg Lehne est né à Berlin le 6 mai 1936. Au niveau professionnel, il est typographe à Stuttgart puis à Rosenheim.
Encore adolescent, il commence à parcourir en 1950 les voies classiques sur les Préalpes calcaires du Kaisergebirge en Autriche, notamment sur la face est de la Fleischbank et la face ouest du Totenkirchl. L'année suivante, il s'attaque aux itinéraires les plus difficiles tels que la directissime de la face ouest du Predigtstuhl et le dièdre sud-est de la Fleischbank.
En 1952, en compagnie de Siegfried Löw, il s'attaque aux grandes voies extrêmement difficiles en escalade artificielle dans les Dolomites (voie Livanos à la Cima Su Alto et face sud-ouest de la Marmolada). Il grimpe également au Dachstein, au Gesäuse (dièdre de la mort au Dachl), dans les Alpes d'Ennstal, au Wetterstein (face nord de l'Oberreintaldom) et gravit la voie Schinko au Torstein.
Lehne se tourne ensuite vers les ascensions alors les plus réputées dans les Alpes occidentales et centrales. En 1955, on compte parmi ses succès la face est du Grand Capucin au mont Blanc du Tacul et, en 1956, la face nord-est du Piz Badile, la face ouest des Drus et la face ouest de l'aiguille Noire de Peuterey.
Ayant fait ses preuves en répétant les itinéraires les plus difficiles, il sera désormais associé à l'ouverture de voies nouvelles, aux hivernales et aux directissimes, nouvelle tendance dans les années 1950 et 1960 dans les Alpes. En 1958, il ouvre la directissime de la face nord de la Cima Grande di Lavaredo, voie extrêmement difficile faisant un grand recours à l'artificielle en compagnie de Lothar Brandler, Dietrich Hasse et Siegfried Löw. Lehne réalise aussi plusieurs hivernales entre 1957 et 1959.
En 1961, il part en expédition à l'assaut du Nanga Parbat dans l'Himalaya mais renonce avec ses deux compagnons à 7 200 mètres d'altitude. 
En février et mars 1966, Jörg Lehne et Peter Haag réalisent l'ascension très convoitée de la voie directe de la face nord de l'Eiger. Pour réaliser cette ascension, ils ont appliqué la méthode himalayenne lourde faite d'allers-retours sur la montagne avec pose de matériel.
Par la suite, il réalise encore quelques premières au Wetterstein et dans l'île de Capri.
Le 24 juillet 1969, une chute de pierres au pied des difficultés dans l'éperon Walker des Grandes Jorasses met fin à ses jours.